# Фріц Альберт Ліпман
Фріц Альберт Ліпман (англ. Fritz Albert Lipmann; 12 червня 1899 — 24 липня 1986) — німецько-американський біохімік. Співвідкривач коферменту A.

## З біографії
У результаті вивчення клітинного метаболізму Ліпман 1941 року висловив гіпотезу, що основним джерелом енергії для підтримки метаболічних реакцій у живій клітині є аденозинтрифосфат (АТФ). Хімічні зв'язки, утворені цією фосфатною групою, постачають енергію, що утилізується клітинами організму. Однак аж до відкриття у 1945 Ліпманом і його колегами коферменту А було незрозуміло, як АТФ вивільняє клітинну енергію. Після виділення і синтезування цього каталізатора Ліпман показав, як саме АТФ допомагає перетворити енергію фосфатних зв'язків на інші потрібні для організму форми хімічної енергії. Ліпману присуджено Нобелівську премією з фізіології або медицини за 1953 рік за «відкриття коферменту та визначення його впливу на проміжній стадії метаболізму». Разом з ним було нагороджено і Ганса Кребса.